# Курнатовиці
Курнатовиці (пол. Kurnatowice) — село в Польщі, у гміні Квільч Мендзиходського повіту Великопольського воєводства.
Населення — 344 особи (2011).
У 1975-1998 роках село належало до Познанського воєводства.

## Демографія
Демографічна структура станом на 31 березня 2011 року:
|          | Загалом | Допрацездатний вік | Працездатний вік | Постпрацездатний вік |
| -------- | ------- | ------------------ | ---------------- | -------------------- |
| Чоловіки | 184     | 51                 | 119              | 14                   |
| Жінки    | 160     | 37                 | 102              | 21                   |
| Разом    | 344     | 88                 | 221              | 35                   |